# Parafia św. Michała Archanioła w Postolinie
Parafia św. Michała Archanioła w Postolinie – parafia rzymskokatolicka w diecezji elbląskiej. Erygowana w 1216 roku.
Na obszarze parafii leżą miejscowości: Postolin, Nowa Wieś, Michorowo, Mirowice, Mątki, Pierzchowice, Polaszki, Pułkowice, Ramzy Wielkie, Ramzy Małe, Sadłuki, Watkowice, Watkowice Małe. Tereny te znajdują się w gminie Sztum, gminie Mikołajki Pomorskie w powiecie sztumskim oraz w gminie Ryjewo w powiecie kwidzyńskim, w województwie pomorskim.
Kościół w Postolinie został zbudowany ok. 1350 roku, konsekrowany 17 czerwca 1871 roku. Kaplica w Nowej Wsi Sztumskiej została zbudowana w latach 1986–1990, poświęcona 14 października 1990.
Przy parafii funkcjonował dom zakonny sióstr Elżbietanek.